# Субхаш Прем Гири
Субхаш Прем Гири (Subhash Prem Giri) — музыкант, исполнитель на индийской бамбуковой флейте Бансури. Субхаш участвовал в различных фьюжн-проектах, играя импровизации на бансури под аккомпанемент гитары, фортепиано и прочих «западных» инструментов.
Своё имя, ставшее его визитной карточкой, он получил во время длительных путешествий по Индии и Тибету и встреч с духовными учителями. На санскрите «Су» означает «хороший» или «солнечный», Сурья — Бог Солнца, а «Бхаш» — это «диалог» или «разговор». Таким образом, можно трактовать это имя, как «обращение к Солнцу», или просто «тот, кто хорошо излагает свои мысли», «Прем» — это «любовь», а приставка Гири означает «горный».
Субхаш Прем Гири рассматривает индийскую классическую музыку и в целом импровизации на флейте Бансури как духовную практику. В индийской классической школе он принадлежит к традиции Майхар. Он обучался у ведущих индийских мастеров. Субхаш выступает на концертных площадках и в чайных клубах России, Индии и Европы, а также пуджах (религиозных церемониях) в Индии как сольно, так и в сотрудничестве с другими музыкантами, в числе которых известный таблист Хашмат Али Кхан, певец Битту Маллик и другие. На его счету также участие в арт-фестивалях «Бьется сердце Азии», «Ситар в Петербурге» и «Гималаи Арт».
В 2008 году впервые выступил на фестивале «Ситар в Петербурге» с группой под названием Subhash. Проект сформировался на базе нескольких коллективов, берущих за основу индийскую музыкальную традицию, но ставящих своей основной задачей художественную музыкальную импровизацию или рисование звуком. В разное время в Subhash входили: Vimalakirti (перкуссия, электроника), Riccy (табла), Alex Koan (ситар). Единственный бессменный член коллектива — только Субхаш Прем Гири, остальные участники присоединяются к проекту по мере воплощения творческих задач. Проект выпустил три альбома: UnderGround Flute (2010), Subhash & Vimalakirti Live (2011), Subhash Music for Meditation (2013).